# Lezioni di Bon Ton
Lezioni di Bon Ton è un programma televisivo trasmesso da Rai 5 in prima serata, ideato e condotto da Metis Di Meo con la regia di Andrea Conte.

## Il programma
In ogni puntata Metis affronta con ironia la vita di tutti i giorni per dare i giusti consigli per essere impeccabili, migliorare la qualità della vita e dei rapporti sociali, lavorativi e sentimentali, attraverso semplici regole di bon ton. Ad accompagnarla in questo viaggio gli esperti Tommaso De Mottoni, Nicola Santini e Gianluca Mech.

## Le puntate

### Business etiquette
L'importanza dell'essere impeccabili dal primo colloquio alle riunioni più importanti, per non sbagliare abbigliamento, atteggiamento e comportamento. I rituali della presentazione, il galateo della conversazione, gaffe da evitare e regole internazionali di buone maniere da dover sempre conoscere.

### Galateo contemporaneo
Dagli slang ai social network, dai primi appuntamenti alle ultime mode. Un nuovo modo di comunicare ed esprimersi da analizzare, comprendere e correggere. Grande spazio alla netiquetta, il bon ton delle nuove tecnologie ed al galateo dell'aggregazioni, fra modi di fare e comunicare.

### Galateo urbano
Partendo dall'educazione civica, stradale e sociale in città, andremo a scoprire, con consigli pratici ed originali suggerimenti le regole del bon ton per guidatori e per pedoni fra strada e mezzi pubblici. Il galateo della città dallo shopping al teatro, passando per il dilemma della mancia in giro per il mondo.

### Il galateo non va mai in vacanza
Essere ospiti è sempre un argomento delicato sia per chi offre ospitalità sia per chi la riceve. A maggior ragione quando parliamo di un invito al mare, in montagna, in campagna o in qualsiasi altro luogo di villeggiatura, come in una barca dove lo spazio è ristretto e la convivenza forzata. Andremo a conoscere usi e costumi del bon ton, sui mezzi di trasporto come in treno ed in aereo, tutte le buone maniere da adottare in hotel o in casa d'amici fra mare e montagna.

### Paese che vai, galateo che trovi
Cominciando a conoscere le regole della propria casa, del proprio condominio, arriveremo a capire le abitudini internazionali, fra regole in viaggio ed a tavola, gestualità e parole da adottare ed altre proprio da evitare. Viaggi alternativi fra culture occidentali ed orientali, confronti e differenze.

### Il ritorno del bon ton a tavola
Alla riscoperta delle vecchie buone regole dell'educazione che purtroppo abbiamo perso, partendo dall'arte dell'ospitalità, per chi invita e chi viene invitato, le regole della tavola , il menù ideale ed infine la cucina giapponese e le sue tradizioni.

### Occasioni speciali
Consigli essenziali su come essere perfetti ai giorni d'oggi nelle occasioni più importanti della propria vita, in cerimonie come il battesimo, un compleanno speciale o matrimonio fra inviti, abiti e ricevimenti. Tradizione ed innovazione si scontrano dando spazio a mode che dimenticano il buon caro galateo.

### Affari di famiglia
Le complicate situazioni parentali hanno anche loro un'etichetta, specialmente a tavola. Escamotage e gaffe, cosa conoscere e cosa evitare in pubblico ed in privato. Spazio all'Ecogalateo, il bon che rispetta la natura grazie ai segreti della nonna ed ai consigli pratici per rispettare l'ambiente.

### Questioni di cuore
Le complicate relazioni fra uomini e donne, fra le regole del corteggiamento sino alle nozze d'oro, passando per il fidanzamento e la convivenza. Tutto ciò che bisogna evitare per non rovinare le relazioni che durano e quelle che nascono.

### Il bon ton della bellezza
Il benessere e la cura di se stessi sono sintomo di classe ed educazione. Le buone vecchie regole per trattarsi bene vengono unite ai consigli più moderni per il benessere e la bellezza, per potersi presentare e proporre al meglio in ogni occasione, senza mai rinunciare al sentirsi a proprio agio.

## Premi e riconoscimenti
Il format è il vincitore del Premio Premio Moige come Miglior Format dell'Anno nella sua categoria, edizione 2012/2013.